# Chara-ani
株式会社chara-ani（日語：株式会社キャラアニ）是角川集團旗下的一家關係企業，主要經營角色商品（character goods）和數位內容的企劃、製作、製造与銷售。公司在1999年11月由角川書店、Impress、transcosmos、日教販、安利美特和MediaWorks6家公司合資設立。公司初設立時原名Character and Anime Dot Com（キャラクター・アンド・アニメ・ドット・コム，角色與動畫達康），之後才簡化為現名。

## 廣播
- えどっ娘 天下大変!
- 神田朱未のわたしのすきなこと。（FM愛知）

## 外部連結
- chara-ani.com（页面存档备份，存于）（日語）
- キャラアニ・チャンス（页面存档备份，存于） - 抽選購進入申請網站（日語）
- AKB48劇場盤 申込みフォーム（页面存档备份，存于）（日語）
- chara-ani.com toys-works（页面存档备份，存于）（日語）